# Хосе Пинто, Мария
Мария Хосе Пинто Гонсалес Артигас (исп. María José Pinto González Artigas; род. 29 января 1986, Кито, Эквадор) — эквадорский предприниматель и государственный деятель, избранный вице-президент Эквадора, одержавшая победу на выборах 2025 года в паре с президентом Даниэлем Нобоа. Ранее занимала должность технического секретаря государственной организации «Эквадор растёт без детского недоедания».

## Биография

### Ранние годы
Проходила обучение в итальянской школе дизайна Istituto Marangoni, а также в Школе дизайна Парсонс, Франция. В дальнейшем обучилась корпоративному управлению и высшему менеджменту в Школе бизнеса Университета Хемисфериос, а затем стала кандидатом степени МБА в Школе бизнеса Incae. 
В качестве дизайнера она работала в голландском доме моды Viktor & Rolf, французском бренде Givenchy, руководила созданием первой коллекции для Nikki Beach Resort & Spa в Дубае и в журнале Caras в Эквадоре. С 2006 по 2023 год работала в семейной компании Pinto, одном из крупнейших брендов одежды и текстиля в Эквадоре, где отвечала за закупки, продажи, производство и развитие нового бизнеса. Она также была членом международной ассоциации «Организация предпринимателей». В течение десяти лет она была одним из двенадцати директоров Ассоциации текстильных промышленников Эквадора. 
Мария Хосе Пинто является также соучредителем и членом частной организации Mujeres por Ecuador, которая выступает за более широкое включение женщин в высшие руководящие должности и советы директоров эквадорских компаний. Помимо этого, она была акционером нескольких компаний, генеральным директором Comercializadora Capiluz Cia. Ltda., президентом Comenor SA и Diseño&Moda SAS.

### Политическая карьера
12 декабря 2023 года, через три недели после прихода Нобоа к власти, Хосе Пинто была назначена на пост технического секретаря государственной организации «Эквадор растёт без детского недоедания». Находясь в должности, посетила места, пострадавшие от пожара в Гуапуло, Кито, во время отсутствия президента Даниэля Нобоа в стране. Участвовала в раздаче напитков спасателям и успокаивала пострадавших. 25 сентября 2024 года, после возвращения Нобоа из Нью-Йорка, она покинула должность.
9 августа 2024 года, на съезде правящей партии «Национальное демократическое действие» Пинто была представлена в качестве кандидата на пост вице-президента в паре с кандидатом в президенты Даниэлем Нобоа. До этого дня она оставалась относительно незаметной чиновницей.

## Личная жизнь
Замужем и имеет двух дочерей.